# Confine tra Camerun e Gabon
Il confine tra il Camerun e il Gabon ha una lunghezza di 349 km e si estende in direzione ovest-est dal triplice confine con la Guinea Equatoriale fino al triplice confine con la Repubblica del Congo.

## Descrizione
ll confine tra il Camerun e il Gabon segue i talweg e le linee mediane dei fiumi Kye, Ntem, Kom e Ayina per quasi il 90% del suo tracciato. Il resto del confine è costituito da un segmento in linea retta di poco più di un miglio a est dal triplice confine con la Guinea Equatoriale sul fiume Kye, e una linea di circa 19 miglia attraverso un'area soggetta ad inondazioni tra il Kom e Ayina.

## Storia
I portoghesi raggiunsero l'odierna costa del Gabon durante il XV secolo e, per tutto il XVI secolo, vi giunsero i mercanti francesi, olandesi e britannici che stabilirono relazioni commerciali. A partire dal 1839 la Francia estese il suo dominio su gran parte della zona costiera concludendo vari accordi con i capi delle comunità locali costiere, che acconsentirono a divenire protettorato. Nel 1849 venne fondata Libreville (in francese, "città libera") e in una serie di spedizioni tra il 1875 e il 1882, l'esploratore Pietro Savorgnan di Brazzà esplorò il territorio dell'alto Ogooue e fondò la città di Franceville.
Da queste basi i francesi esplorarono ulteriormente l'entroterra e nel 1903 le aree che ora compongono il Gabon e il Congo-Brazzaville (allora chiamato in francese Moyen-Congo, o Congo centrale) furono unite come Congo francese (in seguito diviso), con le aree più a nord organizzate nell'Ubangi-Shari (l'attuale Repubblica Centrafricana) e il territorio militare del Ciad; le ultime due aree vennero fuse nel 1906 come Ubangi-Shari-Ciad, e poi divise nel 1914. Le due regioni furono successivamente riorganizzate nelle colonie federali dell'Africa occidentale francese (Afrique occidentale française, abbreviato AOF) e dell'Africa Equatoriale Francese (Afrique équatoriale française, AEF).
La Germania proclamò un protettorato sul Camerun (Kamerun) nel luglio del 1884 e l'anno seguente un protocollo franco-tedesco stabilì un confine tra i loro rispettivi territori nell'entroterra del Golfo del Biafra lungo il fiume Campo fino al 10º meridiano e da lì dal punto di intersezione tra cosiddetto parallelo di Campo (indicato da una commissione franco-tedesca alle coordinate geografiche 2º10'20 "N.) fino al meridiano 15° E. La convenzione franco-tedesca del 18 aprile 1908 delimitò il confine tra il Camerun tedesco e i territori francesi, dalla Guinea spagnola (l'attuale Guinea Equatoriale) al lago Ciad. La linea del 1908 delimitò anche l'attuale confine Camerun-Congo (Brazzaville).
Subito prima della prima guerra mondiale, una convenzione franco-tedesca del 4 novembre 1911 delimitò nuovamente il confine tra l'Africa equatoriale francese e il Camerun ad eccezione del settore a nord della confluenza del Logone e del Chari. Il confine del Camerun con il Gabon si trovava considerevolmente più a sud dell'attuale linea. Dopo la prima guerra mondiale, il territorio francese ceduto alla Germania dalla convenzione del 1911 fu restituito all'Africa equatoriale francese.
La Società delle Nazioni il 22 luglio 1922 conferì i mandati camerunesi alla Francia e al Regno Unito. Il mandato francese consisteva per la gran parte nell'ex possedimento tedesco mentre la porzione britannica era confinante con la vicina Nigeria. I mandati del Camerun furono affidati alle Nazioni Unite il 14 dicembre 1946 e l'anno successivo la Francia istituì lo Stato autonomo del Camerun. Il confine divenne internazionale tra due stati pienamente sovrani con l'indipendenza del Gabon e del Camerun nel 1960.

## Attraversamenti al confine

### Camerun
- Ambam[4]

### Gabon
- Bitam